# Nièvre (affluent de la Loire)
Pour les articles homonymes, voir Nièvre.
La Nièvre est une rivière française arrosant le département du même nom dans la région Bourgogne-Franche-Comté et un affluent en rive droite de la Loire.

## Hydronymie
[Molendinum super] Nervium [fluvium] au XIIIe siècle (A. N.) ; [Ripparia] Nervii en 1298 (A. N.) ; [Riviere de] Nyevre en 1429 (A. N.) ; La Nieuvre en 1598 (A. N.) ; La Niepvre en 1629 (C.).
D'un plus ancien Nevera, cité par Albert Dauzat sans astérisque. Il faut alors envisager deux métathèses de [r], à savoir (Ne)ver- > (Ne)rv- > (Niè)vr-. Cependant, la métathèse 2 ne se retrouve pas dans la plus ancienne forme de Nevers, Nevirnum (Itinéraire d'Antonin).

## Géographie

la Nièvre à l'ouest du département homonyme coulant du nord vers le sud et confluant avec la Loire à Nevers.

La Nièvre prend source près du hameau de Bourras-la-Grange, près du château d'eau qui culmine à 327 m, sur la commune de Champlemy, à 276 mètres.
De 49,98 km de longueur, la Nièvre coule globalement du nord-nord-est vers le sud-sud-ouest
Elle conflue en rive droite de la Loire sur la commune de Nevers, en plein centre, entre le palais de justice et la maison de la culture, à 171 m d'altitude.
Elle coule vers le sud dans des paysages de prairies, formant de nombreux bras secondaires, et traverse les communes d'Urzy et Coulanges-lès-Nevers. Autrefois, la Nièvre passait au pied des remparts de Nevers et se jetait dans la Loire en contrebas du centre-ville. Elle n'y subsiste à l'heure actuelle que très amoindrie et en partie souterraine, l'essentiel de ses eaux étant déviées vers le canal de dérivation de la Nièvre, qui les conduit de Coulanges-lès-Nevers au quartier des Bords-de-Loire, à l'est de Nevers.
Elle ne doit pas être confondue, sur sa partie haute, avec la Nièvre de Champlemy aussi dite Basse Nièvre ou branche de Champlemy son premier affluent de rive droite.

### Communes et cantons traversés
Dans le seul département de la Nièvre, la Nièvre traverse treize communes et six cantons :
- dans le sens amont vers aval : Champlemy, Saint-Malo-en-Donziois, Châteauneuf-Val-de-Bargis, Dompierre-sur-Nièvre, La Celle-sur-Nièvre, Beaumont-la-Ferrière, Saint-Aubin-les-Forges, Parigny-les-Vaux, Guérigny, Urzy, Saint-Martin-d'Heuille, Coulanges-lès-Nevers, Nevers.

Soit en termes de cantons, la Nièvre prend source dans le canton de Prémery, traverse les canton de Donzy, canton de La Charité-sur-Loire, canton de Pougues-les-Eaux, canton de Guérigny, et conflue dans le canton de Nevers-Nord.

### Communes et cantons du bassin de la Nièvre

Cantons de la Nièvre.

La Nièvre traverse treize communes mais le bassin de la Nièvre s'étend sur quarante-neuf communes :
- Arbourse, Arthel, Arzembouy, Authiou, Balleray, Beaumont-la-Ferrière, Bona, Champlemy, Châteauneuf-Val-de-Bargis, Chaulgnes, Chazeuil, Colméry, Corvol-d'Embernard, Coulanges-lès-Nevers, Crux-la-Ville, Dompierre-sur-Nièvre, Giry, Guérigny, La Celle-sur-Nièvre, Lurcy-le-Bourg, Marcy, Menou, Montenoison, Montigny-aux-Amognes, Moussy, Murlin, Nevers, Nolay, Oudan, Oulon, Ourouër, Parigny-les-Vaux, Poiseux, Prémery, Saint-Aubin-les-Forges, Saint-Benin-des-Bois, Saint-Bonnot, Saint-Éloi, Saint-Franchy, Saint-Jean-aux-Amognes, Saint-Malo-en-Donziois, Sainte-Marie, Saint-Martin-d'Heuille, Saint-Sulpice, Sauvigny-les-Bois, Sichamps, Urzy, Varennes-Vauzelles, Varzy.

Soit en termes de cantons, la Nièvre traverse six cantons mais le bassin versant traverse douze cantons (sur les trente-deux du département soit plus d'un tiers) :
- canton de Prémery, canton de Donzy, canton de La Charité-sur-Loire, canton de Pougues-les-Eaux, canton de Guérigny, canton de Nevers-Nord, canton de Brinon-sur-Beuvron, canton de Saint-Saulge, canton de Varzy, canton de Saint-Benin-d'Azy, canton de Nevers-Est, canton d'Imphy.

### Toponymes
La Nièvre a donné son hydronyme aux deux communes suivantes : La Celle-sur-Nièvre, Dompierre-sur-Nièvre ainsi qu'au département homonyme.

## Affluents
La Nièvre a vingt-et-un affluents référencés dont :
- ----- le Pélerin (rd) 5,1 km[1] ou 4,7 km[9] sur les quatre communes de Châteauneuf-Val-de-Bargis, Colméry, Saint-Malo-en-Donziois, Champlemy.
- La Nièvre de Champlémy, Basse Nièvre[7] ou branche de Champlemy[9] (rg) 8,8 km[10] sur les deux communes de Champlemy et Châteauneuf-Val-de-Bargis avec un affluent :
  - le ruisseau de Thouez (rg) 2,5 km sur la seule commune de Champlemy.
- Le Saint Bonnot (rg) 7,8 km[7] ou 7,5 km[9] sur les trois communes de Giry, Saint-Bonnot et Champlemy avec un affluent :
  - le ruisseau de la Rochanderie (rg) 1,6 km sur la seule commune de Saint-Bonnot.
- Les Réaux (rg) 5,9 km sur les quatre communes de Prémery, Beaumont-la-Ferrière, Dompierre-sur-Nièvre et Giry avec un affluent :
  - le ruisseau du Coursier (rg) 2,7 km sur les trois communes de Prémery, Dompierre-sur-Nièvre et Giry.
- Le Choulot (rg) 3,1 km sur les deux communes de Saint-Aubin-les-Forges, et Beaumont-la-Ferrière avec un affluent :
  -  ? (rd) 0,9 km sur la seule commune de Beaumont-la-Ferrière dans la forêt domaniale de Prémery.
- la Doue (rd) 2,7 km sur la seule commune de Saint-Aubin-les-Forges.
- la Nièvre d'Arzembouy (rg) 30,2 km qui conflue la commune de Guérigny[9] avec trois affluents :
  - le Petite Nièvre, 17 km
  - le Renèvre, 16 km
  - le ru de Germenay, 3,8 km
- ----- le ruisseau de Mussy (rd) 2,9 km sur les deux communes de Urzy et Parigny-les-Vaux.
- l'Heuille (rg) 8,7 km sur les deux communes de Saint-Martin-d'Heuille et Balleray avec trois affluents.
- l'Heuillon (rg) 0,9 km sur la seule commune de Saint-Martin-d'Heuille.
- ----- Le Niffond (rd) 4,8 km sur les deux communes de Varennes-Vauzelles et Urzy.
- Le Meulot (rg) 11 km sur trois communes avec deux affluents[11].
- l'Eperon (rg) 9,1 km sur les quatre communes de Nevers, Saint-Éloi, Coulanges-lès-Nevers, Montigny-aux-Amognes.
- ----- La Pique (rd) 5 km sur les quatre communes de Nevers, Varennes-Vauzelles, Coulanges-lès-Nevers, Urzy.

## Hydrologie
Son bassin couvre 630 km2, soit 9,1 % du département de la Nièvre, pour un débit moyen de 5,28 m3/s.

### Étiage ou basses eaux
Concernant les basses eaux ou l'étiage, le VCN3 est de 0,370 m3/s alors que le VCN10 est de 0,540 m3/s et le QMNA 5 est de 0,520 m3/s.

### Crues
Concernant les crues, le débit instantané maximal est de 48 m3/s le 1er juin 1977 et le débit journalier maximal de 45,1 m3/s le 11 juin 1977.
De même le QJX 2 est de 31 m3/s et QIX 2 de 35 m3/s alors que le QJX 20 est de 44 m3/s et QIX 20 de 47 m3/s.

## Les Nièvres
Au sens strict du terme, la Nièvre ne désigne que la portion de rivière allant de Champlemy à Nevers[réf. nécessaire]. Néanmoins, au sens large, la dénomination inclut d'autres cours d'eau portant également le nom de "Nièvre" :
- La « Nièvre de Champlemy » (ou « Grande Nièvre ») prend sa source dans le bourg de Champlemy puis s'écoule en direction du sud. Elle passe à Dompierre-sur-Nièvre, La Celle-sur-Nièvre, Beaumont-la-Ferrière, Saint-Aubin-les-Forges et Guérigny où elle rejoint la Nièvre d'Arzembouy.
- La « Nièvre d'Arzembouy » (rg) 28,7 km prend sa source sur la commune d'Arzembouy, elle coule vers le sud-ouest en arrosant Giry, Prémery, Sichamps, Nolay, Poiseux, puis Guérigny où elle rejoint la Nièvre de Champlemy. Elle est longée sur tout son trajet par l'ancienne voie ferrée Nevers-Clamecy.
- La « Nièvre de Saint-Franchy » et la « Nièvre de Saint-Benin-des-Bois » prennent chacune leur source sur les communes du même nom, puis se rejoignent un peu avant le village de Lurcy-le-Bourg pour former la « Nièvre de Prémery » (ou « Petite Nièvre ») qui passe en contrebas de Lurcy-le-Bourg puis rejoint la Nièvre d'Arzembouy au niveau du hameau de Doudoye, sur la commune de Prémery[12].

Entre Guérigny et Nevers, on appelle simplement « Nièvre » la rivière résultant de la rencontre des Nièvres de Champlemy et d'Arzembouy.
La longueur conventionnelle de la Nièvre, 53 km, est mesurée de son confluent historique avec la Loire jusqu'à la source la plus éloignée de ce dernier, à savoir celle de Champlemy[réf. nécessaire].